# Гандесберген
Гандесберген (нім. Gandesbergen) — громада в Німеччині, розташована в землі Нижня Саксонія. Входить до складу району Нінбург. Складова частина об'єднання громад Графшафт-Гоя.
Площа — 6,99 км2. Населення становить 522 ос. (станом на 31 грудня 2021).